# Route 455 (Nouveau-Brunswick)
Pour les articles homonymes, voir Route 455.
La route 455 est une route locale du Nouveau-Brunswick située dans le nord-est de la province, dans la région de Neguac, au nord-est de Miramichi et au sud-ouest de Tracadie-Sheila. Elle traverse une région mixte, tant boisée qu'agricole. Elle mesure 21 kilomètres, et est pavée sur toute sa longueur.

## Tracé
La 455 débute à Alainville, sur la route 450. Elle se dirige vers l'est pendant 7 kilomètres, puis à Lauvergot, elle prend une orientation sud-est, puis à Fairisle, elle croise la route 445, avec laquelle elle forme un multiplex pendant 1 kilomètre. Elle traverse finalement Neguac, nommée rue Fairisle, puis elle se termine sur la route 11, dans le centre de Neguac.  

## Intersections principales
| Route 455       |            |    |                                                 |                                                                 |
| Comté           | Location   | km | Intersection/Destinations                       | Notes                                                           |
| Northumberland  | Alainville | 0  | R-450, Lavillette, Lagaceville                  | extrémité ouest de la 455                                       |
| Northumberland  | Fairisle   | 15 | R-445 est, Stymiest Road, Covedale              | Début du multiplex avec la 445; elle bifurque vers le sud-ouest |
| Northumberland  | Fairisle   | 16 | R-445 ouest, Lagaceville, Village-Saint-Laurent | Fin du multiplex avec la 455                                    |
| Northumberland  | Neguac     | 21 | R-11, Tracadie-Sheila, Miramichi                | extrémité est de la 455                                         |
| Vert: multiplex |            |    |                                                 |                                                                 |